# Саковичі (Логойський район)
Саковичі (біл. вёска Сакавічы) — село (веска) в складі Логойського району розташоване в Мінській області Білорусі, підпорядковане Ізбищенській сільській раді.
Село Саковичі розташоване в центральних районах Білорусі, в північній частині Мінської області.